# Lomatogonium himalayense
Lomatogonium himalayense är en gentianaväxtart som först beskrevs av Johann Friedrich Klotzsch, och fick sitt nu gällande namn av E. Aitken. Lomatogonium himalayense ingår i släktet stjärngentianor, och familjen gentianaväxter. Inga underarter finns listade i Catalogue of Life.